# Роман Ренцький
Роман Ренцький (пол. Roman Rencki; 19 липня 1867, Ряшів — 4 липня 1941, Львів) — польський лікар, професор Львівського університету, член Польської академії знань.

## Біографія
Народився у селянській родині, батьками були Ян та Розалія Камек. У 1894 році змінив прізвище на Ренцький. Закінчив гімназію в Ряшеві,а в 1885-1890 рр. вивчав медицину в Ягеллонському університеті, що в Кракові.
1894 року захистив докторат під керівництвом Антонія-Владислава Ґлузинського,пізніше був інтерном в клініці при Ягеллонському університеті. Брав активну участь у боротьбі з епідемією холери, що ширилася Краковом того ж року. 1897 року разом із Ґлузинським перейшов до Львівського університету, де також був інтерном. 1902 року здобув ступінь доцента з працею "O czynności żołądka przy wrzodzie i zwężeniu dobrotliwym po zabiegach operacyjnych".
1907 року призначений доцентом, 1920 — ординатором і завідувачем 1-ї та 2-ї клініки інтернатури у Львові, 1924-1926 рр. був деканом медичного факультету. Крім того, завідував відділом хвороб внутрішніх органів лікарні загального профілю у Львові.
У 1934 році був призначений членом-кореспондентом Польської академії наук. Певний час був президентом Львівського медичного товариства (згодом став його почесним членом). Був нагороджений почесним членством Медичних товариств у Любліні та Ченстохові. Матеріально підтримував студентів-медиків зі Львова. Був почесним членом спортивного клубу LKS Pogoń Lwów. Був також нагороджений, серед усього іншого, Командорським хрестом Ордена Відродження Польщі (11 листопада 1937).
Був одружений з Пауліною,що походила з Бродів, з якою мав трьох дітей – синів Зиґмунта і Леслава та доньку Марію.

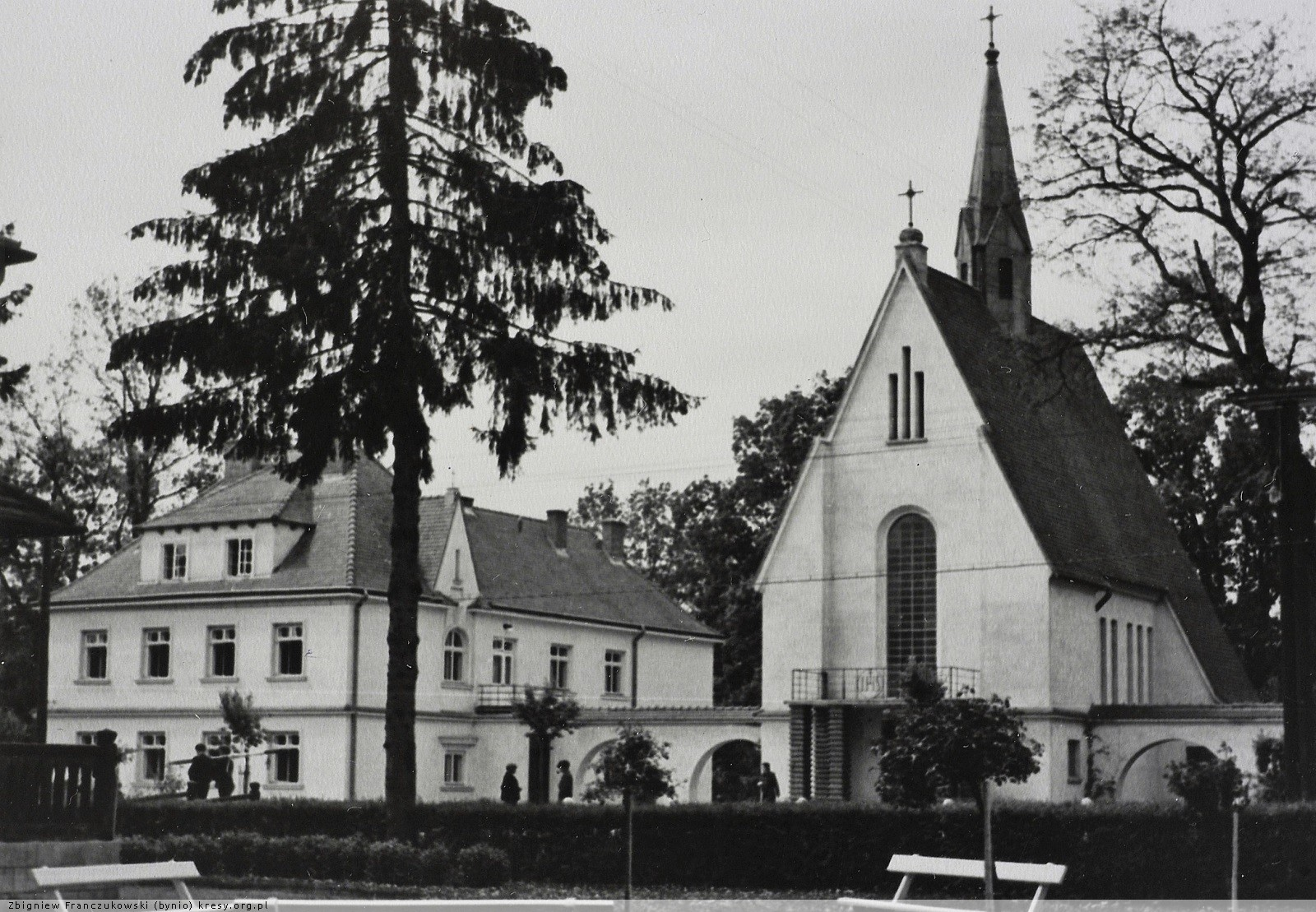
Костел Божого Милосердя в Моршині, збудований за кошт Романа Ренцького. Архітектор Лаврентій Дайчак, відкритий 1932 року

У своїй науковій діяльності він займався гематологією, гастроентерологією та такими захворюваннями, як лейкемія, туберкульоз і малярія. Вивів на високий рівень санаторій у Моршині, організував там туберкульозні санаторії для студентів. За його кошти в Моршині було збудовано Костел Божого Милосердя (1932).
Після виходу на пенсію певний час працював за спеціальною згодою Міністерства у справах релігії та просвіти. У жовтні 1939 року совєтська влада відправила його на пенсію, після чого заарештувала за звинуваченням у фінансовій підтримці незалежницької змови Польщі. До нападу Німеччини на СРСР перебував у в'язниці. Уникнув розправи НКВДистів, утікши з тюрми Бригідки разом з отцем Рафалем Керницьким, та через кілька днів — у ніч з 3 на 4 липня 1941 року — його заарештувало Гестапо та, разом з іншими 25-ма польськими професорами та їхніми родичами, його було розстріляно без суду. Після Адама Соловія він був найстаршим з убитих професорів.